# Anatomija jednog umorstva
Anatomija jednog umorstva (eng. Anatomy of a Murder) je američka sudska kriminalistička drama iz 1959. godine. Režirao ju je Otto Preminger, a radi se o adaptaciji istoimene knjige koju je napisao vrhovni sudac iz Michigana John D. Voelker pod pseudonimom Robert Traver čiji scenarij potpisuje Wendell Mayes. Voelker je knjigu napisao prema slučaju ubojstva iz 1952. godine na kojem je radio kao branitelj.
U filmu su glavne uloge ostvarili James Stewart, George C. Scott, Lee Remick, Ben Gazzara, Arthur O'Connell, Eve Arden, Kathryn Grant, Brooks West (suprug u pravom životu glumice Arden), Orson Bean i Murray Hamilton. Suca je glumio Joseph N. Welck, odvjetnik u pravom životu koji je postao poznat po izgrđivanju Josepha McCarthyja za vrijeme saslušanja.
Ovo je bio jedan od prvih holivudskih filmova koji se eksplicitno bavio temama seksa i silovanja. Uključuje jednu od najpoznatijih filmskih uvodnih špica autora Saula Bassa, inovativnu glazbu Dukea Ellingtona (koji se u filmu nakratko i pojavljuje kao Pie-Eye), a profesori prava ga često prozivaju "najboljom, čistokrvnom sudskom dramom ikad snimljenom".

## Radnja
U sjevernom dijelu države Michigan, malograđanski branitelj Paul Biegler (James Stewart), bivši državni tužitelj koji je izgubio ponovne izbore, provodi većinu svog vremena u ribolovu, svirajući glasovir i družeći se sa svojim prijateljem alkoholičarom i kolegom Parnellom McCarthyjem (Arthur O'Connell) i tajnicom Maidom Rutledge (Eve Arden).
Jednog dana Bieglera kontaktira Laura Manion (Lee Remick), supruga priglupog poručnika američke vojske Fredericka "Mannyja" Maniona (Ben Gazzara) koji je uhićen za ubojstvo gostioničara Barneyja Quilla. Manion ne poriče ubojstvo, ali tvrdi da je Quill silovao njegovu suprugu. Čak i uz takvu motivaciju bit će teško doći do oslobađajuće presude za Maniona, ali uz Bieglerovu pomoć Manion tvrdi da se ne sjeća događaja tako dajući svojoj obrani priliku da se brani "neodoljivim porivom" - verzijom privremenog ludila.
Tijekom priprema za suđenje, Biegler hvata Lauru Manion kako flertuje s drugim vojnicima u obližnjem baru. Gotovo da joj mora narediti da se drži podalje od "ljudi, izlazaka, pića i flipera" te da nosi podsuknju kako bi savršeno odigrala ulogu "male kućanice", a ne da se o njoj priča kao o djevojci za zabavu. Ona također pristaje i da odricanje seksi uske odjeće, te do kraja suđenja nosi običnu haljinu, naočale i šešir u sudnici.
Bieglerov narodnjački govor i opušteno ponašanje zapravo skrivaju briljantan pravni um i sklonost teatralnosti u sudnici zbog čega glavni sudac ima problema držati sve pod kontrolom. Međutim, slučaj za obranu u početku ne ide dobro, prvenstveno zbog toga što lokalnom državnom tužitelju (Brooks West) pomaže visoko-pozicionirani tužitelj iz velikog grada Claude Dancer (George C. Scott). Nadalje, optužba se iz petnih žila trudi blokirati svako spominjanje Manionovog motiva za ubojstvo Quilla (silovanje Laure). Biegler u konačnici uspijeva spomenuti silovanje, a sudac Weaver (Joseph N. Welch) dozvoljava njegovo razmatranje u sudnici. Međutim, tijekom ispitivanja Laure, Dancer uspijeva o njoj stvoriti sliku žene koja nije bila zadovoljna svojim brakom i otvoreno je flertovala s drugim muškarcima, uključujući i onog koji ju je navodno silovao.
Glavni doktor baca sumnju na to da li je Laura uopće silovana ili ne, premda Biegler sumnja u metodu koja je korištena prilikom dobivanja rezultata, a dvojica psihijatara daju različita vještačenja o Manionovom stanju uma u trenutku dok je ubio Quilla. Nadalje se otkriva da je sam poručnik Manion sumnjao u svoju suprugu budući se Laura, kao katolik, morala zavjetovati na krunicu kako bi uvjerila svog supruga da seks s Quillom nije bio dobrovoljan.
Quillovu gostionicu naslijedit će Mary Pilant (Kathryn Grant), misteriozna Kanađanka za koju se sumnja da je njegova ljubavnica. Istraga Bieglerovog partnera Parnella McCarthyja, međutim, otkriva da je ona ustvari Quillova kćerka koja želi sačuvati tu tajnu budući nije rođena u braku. Biegler, koji u tom trenutku gubi slučaj, pokušava objasniti Mary da Al Paquette (Murray Hamilton), konobar koji je svjedočio ubojstvu, zna da je Quill silovao Lauru, ali to zataškuje iz ljubavi prema Mary ili iz lojalnosti prema svom pokojnom prijatelju. Uz pomoć Mary, Biegler pokušava nagovoriti Paquettea da svjedoči za obranu u vezi navedenog, ali on odbija. Ljutit, Biegler odlazi govoreći: "Neću tebe i Ala zvati u sudnicu. Možda ćete uživati gledajući kako osuđuju pukovnika Maniona."
Nakon toga Mary posljednjeg dana suđenja dolazi u sudnicu kada se raspravlja o gaćicama koje je Laura nosila u noći ubojstva. Te gaćice nikada nisu pronađene na mjestu na kojem Laura tvrdi da ju je Quill silovao. Mary se, nesvjesna tih događaja, kasnije vraća u sudnicu kako bi svjedočila da je pronašla gaćice u praonici rublja u gostionici, pretpostavivši da ih je Quill bacio tamo nakon povratka kući. Dancer ju odmah napada da laže i optužuje ju da je ona Quillova ljubavnica. Ona u tom trenutku šokira sud i Dancera izjavom da je Quill bio njezin otac.
Tijekom suđenja Biegler je najviše igrao na kartu da je on "samo obični seoski branitelj" koji se suočava s "briljantnim tužiteljem iz velikog grada Lansinga" - faktor koji je porota morala primijetiti. Nakon završnih govora, međutim, on u privatnosti svog ureda prizna da je Dancer dao "jednu od najboljih završnih riječi ikad u sudnici". Ipak, unatoč tome, porota oslobađa Maniona "zbog privremene neuračunljivosti".
Sljedećeg dana Biegler i McCarthy odlaze posjetiti Manionse u parku gdje žive u prikolici kako bi pokupili svoj honorar, ali ih tamo ne pronalaze. Ostavili su poruku u kojoj Manion piše Biegleru da je "imao neodoljivi poriv" - obrana koju je Biegler koristio za vrijeme suđenja. Ostavljene stvari koje Biegler i McCarthy pronalaze na mjestu gdje je nekoć bila prikolica upućuju na to da je Manion bio težak alkoholičar koji je tukao Lauru prije nego što su otišli. Upravo to može upućivati na činjenicu da je Laurin seksualni susret s Quillom bio dobrovoljan (ili da je Manion vjerovao da je bio) te da je Manion ubio Quilla iz pijane ljubomore; ili da je Laura bila silovana, ali da je Manion ubio Quilla u pijanom ludilu, a ne zbog neodoljivog poriva.
Biegler predlaže McCarthyju da odu do Mary Pilant i da joj pomognu u nasljeđivanju imanja Barneyja Quilla, ističući da će to biti prava "poetska pravda".

## Glumačka postava
- James Stewart kao Paul Biegler
- Lee Remick kao Laura Manion
- Ben Gazzara kao poručnik Frederick Manion
- Arthur O'Connell kao Parnell Emmett McCarthy
- Eve Arden kao Maida Rutledge
- Kathryn Grant kao Mary Pilant
- George C. Scott kao asistent državnom tužitelju Claude Dancer
- Orson Bean kao Dr. Matthew Smith
- Russ Brown kao George Lemon
- Murray Hamilton kao Alphonse Paquette
- Brooks West kao državni tužitelj Mitch Lodwick
- Ken Lynch kao detektiv James Durgo
- John Qualen kao zamjenik šerifa Sulo
- Howard McNear kao Dr. Dompierre
- Emily Eby kao gđa. Welbourne
- Alexander Campbell kao Dr. W. Gregory Harcourt
- Joseph N. Welch kao sudac Weaver
- Duke Ellington kao "Pie-Eye"

## Produkcija
Film je sniman na nekoliko lokacija u sjevernom dijelu države Michigan (Big Bay, Marquette, Ishpeming i Michigamme). Neke scene su zapravo snimljene u gostionici Thunder Bay Inn u Big Bayu, država Michigan koja se nalazi jedan blok dalje od taverne Lumberjack gdje se ubojstvo koje je poslužilo kao inspiracija za knjigu i dogodilo. Taverna i danas postoji. Crtež leša i dalje je tamo premda se vjerojatno radi o restauraciji, a ne o originalnom djelu.
Članovi porote koja je bila prisutna na stvarnom suđenju bili su kontaktirani i upitani da li žele sudjelovati u filmu. Uz tek poneke iznimke (neki su u međuvremenu umrli ili se preselili) svi ostali su se pojavili u filmu. One koji su nedostajali zamijenili su lokalni stanovnici. Sam scenarij koristio se poprilično "slobodnim" dijalozima za 1959. godinu. Bio je to jedan od prvih holivudskih filmova s eksplicitnim dijalozima, uz Wilderov Neki to vole vruće i Hitchcockov Psiho.
Uloga glavnog suca bila je ponuđena Spenceru Tracyju i Burlu Ivesu, ali ju je na kraju dobio Joseph Welch koji se proslavio u slučaju predstavljanja američke vojske u saslušanjima senatora Josepha McCarthyja. Upravo je Welch izgovorio slavno pitanje upućeno McCarthyju: "Zar nemate nimalo pristojnosti, gospodine? Naposljetku, zar Vam nije ostalo nimalo pristojnosti?" Welch je pristao glumiti suca tek nakon što je redatelj Preminger pristao kao člana porote staviti njegovu suprugu.
Kolumnist novina iz Chicaga, Irv "Kup" Kupcinet ima malu cameo ulogu u filmu. Duke Ellington koji je skladao glazbu za film pojavljuje se u istome kao "Pie-Eye", vlasnik bara u kojem lik Jimmyja Stewarta skupa s njim svira glasovir.

## Kritike
Jezik upotrebljen u filmu zaprepastio je policijskog nadzornika Chicaga i gradonačelnika Richarda J. Daleyja pa su prikazivanje filma zabranili u svom gradu. Redatelj Preminger otišao je na okružni sud gdje je odluka poništena i filmu je prikazivanje dopušteno. Sud je presudio da je klinički jezik na suđenju bio realističan i prikladan za kontekst filma.
Film Anatomija jednog umorstva bio je dobro primljen od strane profesora prava i obrazovanja. Godine 1989. Američka odvjetnička komora proglasila ga je jednim od 12 najboljih sudskih drama svih vremena. Uz pohvale zapletu i glazbi u članku su istaknuli: "Najjača karika filma je njegova sposobnost demonstriranja kako se razvija obrana u teškom slučaju. Koliko bi drugih sudskih drama posvetilo toliko vremena prikazujući ono što odvjetnici najviše rade (i u čemu najmanje uživaju) - istraživanju?" Film se također upotrebljava i u edukacijske svrhe na pravnim fakultetima jer obuhvaća (sa stanovišta obrane) sve temelje američkog kaznenog prava - od intervjua s klijentom i podizanja optužbe pa sve do procesa suđenja. Profesor prava na Sveučilištu UCLA Michael Asimow za film tvrdi da "je to vjerojatno najčišća sudska drama ikad snimljena". Američka odvjetnička komora postavila ga je na četvrto mjesto (od 25) "najboljih sudskih drama" svih vremena.
Filmski kritičari uočili su moralnu dvoličnost u kojem malograđanski odvjetnici trijumfiraju uz pomoć lukavstva, tajnosti i varanja. Film je iskren i direktan. Jezik i seksualne teme su eksplicitni s obzirom na vrijeme kad je film snimljen. Crno-bijela slika okarakterizirana je kao dopuna grubom pejzažu sjevernog dijela države Michigan. Film je "snimljen crno-bijelom tehnikom, ali je pun lokalnih boja". The film is "[m]ade in black-and-white but full of local color".
Bosley Crowther, filmski kritičar New York Timesa je istaknuo: "Nakon gledanja beskrajnih sudskih melodrama u kojima se gubi svaki ljudski razum i pravila advokature, osvježavajuće je i fascinantno vidjeti jedan film koji na tako savršen način siječe liniju dramatičnog, ali razumnog ponašanja te prikazuje pravu sudsku proceduru. Upravo je takav film Anatomija jednog umorstva. To je svakako najbolja sudska melodrama koju je ovaj stari sudac ikad vidio... Premda se ova drama u jednom trenutku čini zamarajućom - u svom trajanju od dva sata i četrdeset minuta od kojih se većina odvija u samoj sudnici - gotovo je nepogrešiva u prikazu američkog sudstva, malograđanskih američkih likova i odvratnosti kriminala".
Magazin Time smatra da film ima dobar tempo, dobru glumu i da je eksplicitnost jezika opravdana kontekstom filma.
U lipnju 2008. godine Američki filmski institut objavio je svoju listu deset najboljih filmova u deset "klasičnih" američkih filmskih žanrova nakon što je provedena anketa s preko 1500 ljudi. Anatomija jednog umorstva postavljena je na sedmo mjesto najboljih sudskih drama. Na popularnoj Internet stranici IMDb film je postavljen na 19 mjesto (od 807) najboljih sudskih filmova svih vremena.
Na popularnoj Internet stranici Rotten Tomatoes 100% filmskih kritičara dalo je pozitivnu ocjenu filmu (od njih 36). "Tijekom godina reputacija filma je rasla. Mnogi filmofili smatraju da je upravo njegova eksplicitna tema (uz filmove Psiho i Neki to vole vruće) pomogla ukidanju cenzure američke filmske industrije nekoliko godina kasnije.

## Nominacije i nagrade
James Stewart je osvojio nagradu za najboljeg glumca na filmskom festivalu u Veneciji. Također ga je udruženje filmskih kritičara iz New Yorka proglasilo najboljim glumcem godine, a dali su priznanje i Wendellu Mayesu za najbolji scenarij. Duke Ellington osvojio je dvije nagrade Grammy u kategoriji najbolje filmske glazbe.

### Oscar
Film Anatomija jednog umorstva bio je nominiran u sedam kategorija za prestižnu filmsku nagradu Oscar, ali nije osvojio niti jednu:
- Najbolji film - Otto Preminger
- Najbolji glumac - James Stewart
- Najbolji sporedni glumac - Arthur O'Connell
- Najbolji sporedni glumac - George C. Scott
- Najbolji adaptirani scenarij - Wendell Mayes
- Najbolja kamera (crno-bijela) - Sam Leavitt
- Najbolja montaža - Louis R. Loeffler

### Zlatni globus
Film Anatomija jednog umorstva bio je nominiran u četiri kategorije za filmsku nagradu Zlatni globus, ali nije osvojio niti jednu:
- Najbolji film (drama)
- Najbolji redatelj - Otto Preminger
- Najbolja glumica (drama) - Lee Remick
- Najbolji sporedni glumac - Joseph N. Welch

## Vanjske poveznice
- Anatomija jednog umorstva u internetskoj bazi filmova IMDb-a
- Anatomija jednog umorstva na Rotten Tomatoes
- Criterion Collection Essay "Anatomy of a Murder: Atomization of a Murder" by Nick Pinkerton
- Anatomija jednog umorstva trailer na Internet Archive
- Anatomija jednog umorstva na American Film Institute
- Baulch, Vivian M., The Detroit News, "When Hollywood Came to the Upper Peninsula."
- Bergman, Shirley J., “The Real Trial”, Michigan History, November/December 2001.
- Michigan Supreme Court Historical Society, John D. Voelker Biography and bust.
- 50th Anniversary Celebration of Anatomy of a Murder at Northern Michigan University
  - Reader's Guide
  - Voelker Collection
- Michigan Archive, Michigan History Arts and Letters, John D. Voelker.
- Shaul, Richard D., “Anatomy of a Murder”, Michigan History, November/December 2001.
- Shaul, Richard D., “Backwoods Barrister” (regarding John Voelker), Michigan History, November/December 2001.